# バンブース
バンブース（Bambous）は、モーリシャス共和国ブラックリバー県の県都。
首都ポートルイスに続く幹線道路が村内を通っている。
村はブラックリバー県議会の管轄下にあるバンブース村議会によって統治される。
2015年7月1日の人口は1万6509人。
バンブースでは非政府組織・SOS子供の村が活動しており、両親を亡くした子供のケアや若者の就労支援を行っている。

## スポーツ
バンブースにはバンブース・エトアール・ドゥ・ルエストSCというサッカークラブが拠点を置いている。
村内には多目的スポーツ施設スタッド・ジェルマン・コマルモンがあり、2006年にはアフリカ陸上競技選手権大会、2009年にはアフリカジュニア陸上競技選手権大会といった国際大会を開催している。